# Bitkine
Bitkine è un comune del Ciad, situato nel dipartimento di Abtouyour, provincia di Guéra..    
È il capoluogo del dipartimento.